# Angela Merici
Angela Merici, född 21 mars 1474 i Desenzano del Garda, Brescia, död 27 januari 1540 i Brescia, var en italiensk nunna och ordensgrundare av ursulinerna. Hon vördas som helgon i Romersk-katolska kyrkan, där hon finns upptagen i helgonkalendern den 27 januari.

## Biografi
Angela Merici blev föräldralös när hon var tio och bara en syster fanns kvar från den närmaste familjen. En släkting i Salo tog hand om flickorna. Snart avled också systern; detta skedde så hastigt att hon inte hunnit få mottaga viaticum, något som oroade Angela Merici mycket. Hon inträdde i franciskanernas tredje orden i Salo före fyllda 20; när också släktingen avled flyttade hon tillbaka till sin hemstad där hon inredde sitt hem till skola för flickor. Framgångarna hon skördade med denna gjorde att staden Brescia bad henne inrätta en till skola där, vilket hon gjorde. År 1524 företog hon en pilgrimsfärd till Heliga landet, men blev blind under ditresan; det berättas om henne att synen skall hon ha fått tillbaka genom ett mirakel. Efter besöket i Jerusalem tog hon vägen förbi Rom för avlat, blev av påven tillfrågad att stanna där, vilket dock hennes kallelse förbjöd henne. Tillbaka i Brescia, den 25 november 1535, grundade hon ursulinernas orden genom att utse tolv av sina elever. Orden har sankta Ursula som skyddshelgon.
Angela Merici är begraven i St. Afrakyrkan i Brescia, inte långt från det hus där de första ursulinerna bodde. Påve Pius VII helgonförklarade henne år 1807. Inför helgonförklaringen öppnades hennes kista, och hennes kropp befanns oberörd av tiden.
En kommun i Québec, Sainte-Angèle-de-Mérici, är uppkallad efter henne.